# Melanargia liriope
Melanargia liriope är en fjärilsart som beskrevs av Cyrillo 1787. Melanargia liriope ingår i släktet Melanargia och familjen praktfjärilar. Inga underarter finns listade i Catalogue of Life.